# Stephen Gill

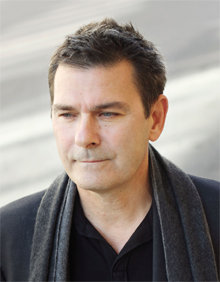
Stephen Gill

Stephen Gill (* 31. Dezember 1950 in Leeds) ist ein englischer Politikwissenschaftler.

## Leben
Gill stammt aus einer Arbeiterfamilie im Norden Englands. Er studierte an verschiedenen britischen Universitäten eine Vielzahl an Fächern, darunter Englisch, Ökonomie sowie Industrielle Verwaltung. Der Philosoph John N. Gray übte nach Gills eigener Aussage einen besonders großen Einfluss auf seine eigene, insbesondere universitäre Entwicklung aus. Gill verfasste eine Doktorarbeit in Soziologie an der Birmingham University. Daran anschließend arbeitete er als Lecturer an der damaligen Wolverhampton Polytech.
1990 emigrierte Gill aus England nach Toronto und nahm dort eine Stelle an der York University an. Seine Immigration bezeichnet er als „intellektuelle Flucht vor dem Thatcherism.“ Im Jahr 2005 wurde er zum Distinguished Research Professor ernannt. Zu seinen Forschungs- und Interessensschwerpunkten zählen Internationale Politische Ökonomie,  Internationale Beziehungen sowie Cultural Studies. Er ist einer der führenden Theoretiker des Neogramscianismus.
Gill prägte mit seinen Analysen, Forschungen und Publikationen die Konzepte und Begriffe New constitutionalism, disziplinärer Neoliberalismus und Marktzivilisation.
Für sein im Jahr 2002 erschienenes Werk „Power and Resistance in the New World Order“ wurde Gill 2003 mit dem Outstanding Academic Title Award of Choice der American Library Association ausgezeichnet. Ebenfalls 2003 wurde er zum Fellow der Royal Society of Canada ernannt.

## Schriften
- als Hrsg.: Critical Perspectives on the Crisis of Global Governance. Basingstoke, Palgrave Macmillan 2015.
- als Hrsg.: Global Crises and the Crisis of Global Leadership. Cambridge UP, 2011.
- als Hrsg. mit Isabella Bakker: Power, Production and Social Reproduction: Human In/Security in the Global Political Economy. Palgrave, 2004.
- Power and Resistance in the New World Order. Palgrave Macmillan, 2002.
- Innovation and Transformation in International Studies. Cambridge UP, 1997.
- Globalization, Democratization and Multilateralism. Macmillan, 1997.
- als Hrsg.: Gramsci, Historical Materialism and International Relations. Cambridge UP, 1993.
- American Hegemony and the Trilateral Commission. Cambridge UP, 1991.
- Atlantic Relations: Beyond the Reagan Era. St Martin’s, 1989.
- The Global Political Economy: perspectives, problems and policies. Johns Hopkins UP, 1988.